# Salt Harbour
Salt Harbour is een gemeentevrij gehucht in de Canadese provincie Newfoundland en Labrador. Het is gelegen op Salt Harbour Island, een klein eiland vlak voor de noordkust van New World Island. Het plaatsje heeft een anglicaanse kerk.

## Demografische ontwikkeling
| Jaar | Aantal inwoners | Verschil |
| ---- | --------------- | -------- |
| 1991 | 109             | –        |
| 1996 | 88              | -19,3%   |